# Municipio de Kelly (Illinois)
El municipio de Kelly (en inglés: Kelly Township) es un municipio ubicado en el condado de Warren en el estado estadounidense de Illinois. En el año 2010 tenía una población de 346 habitantes y una densidad poblacional de 3,8 personas por km².

## Geografía
El municipio de Kelly se encuentra ubicado en las coordenadas 41°1′6″N 90°30′12″O / 41.01833, -90.50333. Según la Oficina del Censo de los Estados Unidos, el municipio tiene una superficie total de 91.11 km², de la cual 91,01 km² corresponden a tierra firme y (0,11 %) 0,1 km² es agua.

## Demografía
Según el censo de 2010, había 346 personas residiendo en el municipio de Kelly. La densidad de población era de 3,8 hab./km². De los 346 habitantes, el municipio de Kelly estaba compuesto por el 98,27 % blancos, el 0,29 % eran asiáticos, el 0,87 % eran de otras razas y el 0,58 % eran de una mezcla de razas. Del total de la población el 1,73 % eran hispanos o latinos de cualquier raza.